# Adrian Tomine
Adrian Tomine (1974) is een Amerikaans stripschrijver-striptekenaar. Naast eigen strips en graphic novels, waaronder Optic Nerve, ontwerpt hij sinds 1999 regelmatig omslagillustraties voor The New Yorker.

## Publicaties

### Reeksen
- Hate (Engelstalig, meegetekend)
- Optic Nerve (Engelstalig, eigen werk)
- Small Press Expo (Engelstalig, mee geschreven en getekend)

### Lostaande albums
- Sleepwalk and other stories (Engelstalig, eigen werk)
- McSweeney's Quarterly Concern (Engelstalig, mee geschreven en getekend)
- Scènes uit een aanstaand huwelijk (eigen werk)
- Tekort (eigen werk)

- Biblioteca Nacional de España: XX1758973
- Bibliothèque nationale de France: cb13188295d (data)
- Gemeinsame Normdatei: 1043033068
- International Standard Name Identifier: 0000 0001 1450 7839
- Library of Congress Control Number: no97006227
- MusicBrainz: 543c40e2-f728-4493-a9ec-bc2cb683c2bd
- Nationale Bibliotheek van Tsjechië: xx0082177
- Nationale Bibliotheek van Israël: 987012501010405171
- Nederlandse Thesaurus van Auteursnamen: 305136577
- RKD-Nederlands Instituut voor Kunstgeschiedenis: 310008
- Istituto Centrale per il Catalogo Unico: UBOV623934
- Système universitaire de documentation: 077659953
- Union List of Artist Names: 500404060
- Virtual International Authority File: 85842663
- WorldCat: E39PBJxRFQfqQch39DbcTmjDMP

1. ↑  http://xericfoundation.org/comicbooks/1993.html.
2. ↑  https://www.harveyawards.com/en-us/winners/previous-winners.html; geraadpleegd op: 24 september 2021.
3. ↑  (en) Adrian Tomine. Granta. Geraadpleegd op 3 november 2024.